# Neujahrskonzert der Wiener Philharmoniker 2014
Das Neujahrskonzert der Wiener Philharmoniker 2014 war das 74. Neujahrskonzert der Wiener Philharmoniker und fand am 1. Jänner 2014 im Wiener Musikverein statt. Dirigiert wurde es zum zweiten Mal von Daniel Barenboim, welcher das Konzert zuvor 2009 geleitet hatte.

## Besonderheiten
Das Programm war insbesondere dem Gedenken an den Ausbruch des Ersten Weltkrieges im Jahr 1914 gewidmet. Der Dirigent Daniel Barenboim ist Mitbegründer des palästinensisch-israelischen West-Eastern Divan Orchestra und hatte zahlreiche Preise für seine Bemühungen um den Frieden im Nahen Osten erhalten, unter anderem 2004 den Haviva-Reik-Friedenspreis, 2006 den Hessischen Friedenspreis und den Ernst von Siemens Musikpreis und 2010 den Westfälischen Friedenspreis und die Otto-Hahn-Friedensmedaille in Gold. 2007 wurde er zum Friedensbotschafter der UNO ernannt, 2011 wurde er für den Friedensnobelpreis nominiert.
Barenboim widmete das erste Stück, die Helenen Quadrille, seiner Frau, der Pianistin Jelena Dmitrijewna Baschkirowa. Jelena ist eine Variante des weiblichen Vornamens Helena bzw. Helene. Baschkirowa und ihr gemeinsamer Sohn, der Geiger Michael Barenboim, haben sich im Publikum befunden. In einem Interview gab Daniel Barenboim an, gezögert zu haben, als man ihn fragte, das Konzert nochmals zu leiten, weil das zweite Konzert in der Regel nicht dieselbe Einzigartigkeit entfalten könne wie das erste.
Der Walzer Friedenspalmen von Josef Strauss nahm Bezug auf die Schlacht bei Königgrätz. Komponiert wurde dieser im Herbst 1866, also kurz nach der Kriegsniederlage der Donaumonarchie. Der Carolinen Galopp sollte auf Barenboim als Brückenbauer zwischen West und Ost anspielen – der Galopp ist nach der zur Zeit von Strauss bestehenden Carolinen-Brücke über den Wienfluss benannt. Mit dem Ägyptischen Marsch sollte das Engagement Barenboims im Nahen Osten gewürdigt werden. 
Zum Walzer Geschichten aus dem Wienerwald wurden Aufnahmen aus dem Stift Klosterneuburg gezeigt, welches – durch Leopold III. im Jahr 1114 gegründet – sein 900-Jahr-Jubiläum feierte.
Mit der Mondscheinmusik aus der Oper Capriccio ehrten die Philharmoniker den Komponisten Richard Strauss anlässlich seines 150. Geburtstages. Im Dynamiden-Walzer von Josef Strauss kommt jenes Motiv vor, welches Richard Strauss 46 Jahre später für den Ochswalzer im Rosenkavalier verwendet hatte.
Im Rahmen eines Neujahrskonzertes erstmals aufgeführt wurden die beiden Polkas Neckerei und Schabernack von Josef Strauss.
Bei den Zugaben verzichtete Barenboim darauf, den dem Feldmarschall Josef Wenzel Radetzky von Radetz gewidmeten und am 31. August 1848 uraufgeführten Radetzky-Marsch zu dirigieren. Radetzky wurde vor allem durch seine militärischen Erfolge 1848 und 1849 gegen das Königreich Sardinien-Piemont bekannt und war in mehreren Schlachten siegreich. Barenboim schüttelte stattdessen jedem Musiker die Hand.
Die Philharmoniker kreierten den Twitter-Hashtag prosit2014 um Neujahrsgrüße an die ganze Welt zu senden.

### Blumenschmuck
Der Blumenschmuck wurde erstmals von den Wiener Stadtgärten zur Verfügung gestellt. Bis dahin war dieser seit 1980 ein Geschenk der italienischen Stadt Sanremo.

### Ballett
Im September 2013 wurden die Tanzeinlagen des Wiener Staatsballetts im Stadtpalais Liechtenstein aufgenommen. Für die Choreographie zeichnete wie auch bei seiner Premiere im Jahr 2013 der Brite Ashley Page verantwortlich. Getanzt wurde zum Walzer Die Romantiker von Joseph Lanner und der Polka Pizzicati von Leo Delibes. Die Harlekin-Kostüme im Schottenkaro wurden von Vivienne Westwood entworfen.
2014 tanzten die einem breiten Publikum aus der ORF-Sendung Dancing Stars bekannten Profitänzer Kathrin Menzinger und Vadim Garbuzov nach ihrer eigenen Choreographie live im Goldenen Saal des Musikvereins zum Walzer An der schönen blauen Donau. Auch sie traten in Kostümen von Vivienne Westwood auf.

## Programm 2014

### 1. Teil
- Eduard Strauß: Helenen Quadrille, op. 14
- Josef Strauss: Friedenspalmen, Walzer, op. 207
- Johann Strauss (Vater): Carolinen-Galopp, op. 21a
- Johann Strauss (Sohn): Egyptischer Marsch, op. 335
- Johann Strauss (Sohn): Seid umschlungen, Millionen,  Walzer, op. 443
- Johann Strauss (Sohn): Stürmisch in Lieb’ und Tanz, Polka schnell, op. 393

### 2. Teil
- Johann Strauss (Sohn): Ouvertüre zu Waldmeister
- Johann Strauss (Sohn): Klipp Klapp, Galopp, op. 466
- Johann Strauss (Sohn): Geschichten aus dem Wienerwald, Walzer, op. 325
- Joseph Hellmesberger junior: Vielliebchen, Polka, op. 1
- Josef Strauss: Bouquet-Polka, Polka schnell, op. 188
- Richard Strauss: Mondscheinmusik aus der Oper Capriccio
- Joseph Lanner: Die Romantiker, Walzer, op. 167
- Josef Strauss: Neckerei, Polka Mazur, op. 262
- Josef Strauss: Schabernack, Polka schnell, op. 98
- Léo Delibes: Variation dansée (Pizzicati). Polka aus dem Ballett Sylvia
- Josef Strauss: Dynamiden (Geheime Anziehungskräfte). Walzer, op. 173
- Josef Strauss: Ohne Sorgen, Polka, op. 271[5]

### Zugaben
- Josef Strauss: Carrière-Polka, Polka schnell, op. 200
- Johann Strauss (Sohn): An der schönen blauen Donau, Walzer, op. 314
- Johann Strauss (Vater): Radetzky-Marsch, op. 228

## Pausenfilm
Der von Felix Breisach gestaltete 25-minütige Pausenfilm Backstage warf einen Blick hinter die Kulissen des Neujahrskonzertes. Gezeigt wurden die Arbeiten an den Kostümen in London durch Vivienne Westwood, die Proben des Orchesters, die Produktion der Balletteinlagen im Stadtpalais Liechtenstein, die ORF-Technik und Arbeiten der Floristen.

### Musik
- Wiener Philharmoniker:
  - Wolfgang Amadeus Mozart: Eine kleine Nachtmusik, Rondo, KV 525
  - Pjotr Iljitsch Tschaikowski: Dornröschen, Polonaise, op. 66
  - Amilcare Ponchielli: Danza delle ore
  - Gioachino Rossini: Ouvertüre aus der Oper Wilhelm Tell
  - Johannes Brahms: Ungarischer Tanz Nr. 7
  - Joseph Lanner: Die Romantiker, Walzer, op. 167
- The Philharmonics
  - Claude Debussy: Clair de lune
  - Wolfgang Amadeus Mozart: Finale aus der Oper Die Zauberflöte, KV 620
  - Johann Strauss (Sohn): Oje, oje, wie rührt mich dies aus der Operette Die Fledermaus
  - Tibor Kovac: Ochi chornye aus Souvenir de Boheme
- Wiener Geigen Quartett
  - Joseph Haydn: Largo Cantabile aus dem Divertimento HOB. II: 22

## Besetzung (Auswahl)
- Daniel Barenboim, Dirigent
- Ernst Ottensamer, Soloklarinette
- Norbert Täubl, 2. Klarinette
- Wilfried Scharf, Zither, Anton Bruckner Privatuniversität Linz, Solo zum Walzer Geschichten aus dem Wiener Wald

Der Vorstand der Philharmoniker, Clemens Hellsberg, hatte sich die linke Hand gebrochen und konnte somit nicht an der Violine am Konzert teilnehmen.

## Fernsehübertragung
Für die Bildregie der 56. ORF-Übertragung zeichnete erstmals der aus Celle stammende Michael Beyer verantwortlich. Eingesetzt wurden 16 Kameras, davon zwei Schienenkameras, drei Tower-Cams sowie eine Mini-Remote-Kamera auf der Bühne mit Fokus auf den Dirigenten. Die Moderation für den ORF und das ZDF übernahm wieder Barbara Rett. Die britische Schauspielerin Julie Andrews moderierte wie auch in den Jahren zuvor fürs US-Fernsehen. Übertragen wurde  das Konzert erstmals von mehr als 90 Stationen.
In Österreich sahen durchschnittlich 883.000 Musikinteressierte beim ersten Teil zu, was einem Marktanteil von 60 Prozent entsprach. Den zweiten Teil verfolgten im Schnitt 1,154 Millionen Zuseher, ein Marktanteil von 63 Prozent. Der Pausenfilm wurde von durchschnittlich 1.064.000 Personen gesehen (64 Prozent Marktanteil).

## Aufnahmen
Ein Live-Mitschnitt des Konzertes wurde auf zwei Compact-Discs (DNB 1046279297) sowie drei Langspielplatten (DNB 1048062694) veröffentlicht, die DVD und Blu Ray-Disc (DNB 1047200589) erschienen am 31. Jänner 2014.
Die Aufnahme des Konzertes zählt in Österreich zu den meistverkauften Alben des Jahres 2014.